# Цурбригген, Петер Штефан
Петер Штефан Цурбригген (нем. Peter Stephan Zurbriggen; 27 августа 1943, Бриг, Швейцария — 28 августа 2022, там же) — швейцарский прелат и ватиканский дипломат. Титулярный архиепископ Гластонбёри с 13 ноября 1993. Апостольский делегат в Мозамбике с 13 ноября 1993 по 22 февраля 1996. Апостольский нунций в Мозамбике с 22 февраля 1996 по 13 июня 1998. Апостольский нунций в Армении, Азербайджане и Грузии с 13 июня 1998 по 25 октября 2001. Апостольский нунций в Эстонии, Латвии и Литве с 25 октября 2001 по 14 января 2009. Апостольский администратор Эстонии с 15 ноября 2001 по 23 марта 2005. Апостольский нунций в Австрии с 14 января 2009 по 30 ноября 2018.

## Биография
С 1963 по 1965 годы Петер Цурбригген изучал теологию и философию в семинарии епархии Сьона.
10 октября 1969 года был рукоположён в священника немецким кардиналом берлинским архиепископом Альфредом Бенгшем. С 1969 по 1974 год обучался в Папской Церковной академии.
С 13 ноября 1975 года был секретарём нунция в Боливии, с 20 ноября 1979 года работал секретарём нунция в Германии. С сентября 1982 года работал в нунциатуре в Уругвае и с 17 июля 1982 года — в нунциатуре Франции.
С 1 июля 1989 года работал на дипломатической службе в Центральной Африке и с конца 1989 по 1991 года — в странах Южной Африки. В это же время исполнял обязанности нунция в Лесото. 13 ноября 1993 года Римский папа Иоанн Павел II назначил Петера Цурбриггена титулярным архиепископом и апостольским нунцием в Мозамбике. 6 января 1994 года был рукоположён в епископа.
С 13 июня 1998 года был апостольским нунцием в Грузии, Армении и Азербайджане.
С 15 октября 2001 года был аккредитован в Латвии, Литве и Эстонии. 15 ноября 2001 года был назначен апостольским администратором Апостольской администратуры Эстонии, обязанности которого исполнял до 23 марта 2005 года.
С 14 января 2009 года являлся апостольским нунцием в Австрии.
С 30 ноября 2018 года в отставке.
Скончался 28 августа 2022 года.